# Zwitserland op het Eurovisiesongfestival 2016
Zwitserland nam deel aan het Eurovisiesongfestival 2016 in Stockholm, Zweden. Het was de 57ste deelname van het land op het Eurovisiesongfestival. SRG SSR was verantwoordelijk voor de Zwitserse bijdrage voor de editie van 2016.

## Selectieprocedure
Net als de voorbije jaren konden de Zwitsers hun inzending voor het Eurovisiesongfestival via een nationale finale kiezen. Deze vond plaats op zaterdag 13 februari 2016. De Duitstalige omroep SF kreeg opnieuw de leiding van de selectie, maar ook de Frans- en Italiaanstalige omroep konden enkele nummers inzenden. De nationale finale vond voor de zesde maal op rij plaats in de Bodensee Arena in Kreuzlingen. Presentator van dienst was Sven Epiney.
De selectieprocedure bestond uit drie fasen: in een eerste fase gingen de drie regionale omroepen elk op zoek naar inzendingen die mochten deelnemen aan de tweede ronde. Die tweede ronde vond voor alle omroepen plaats op 6 december in de studio's van SRF in Zürich. Alle eerder geselecteerde artiesten moesten hun nummer voor een selectiecomité brengen, waarna het voor SRF drie, voor RTS twee en voor RSI één act mocht selecteren die mochten deelnemen aan de nationale finale.

### SRF-selectie
SRF ging via een online selectie op zoek naar artiesten voor de nationale finale. Geïnteresseerden konden een inzending uploaden op een website, waar het grote publiek alle inzendingen kon beluisteren en kon stemmen op zijn favoriet. Inzendingen werden geaccepteerd van 28 september tot en met 26 oktober 2015. Bij het verlopen van de deadline had SRF 167 inzendingen ontvangen, 43 minder dan een jaar eerder. Vervolgens kon het publiek van 2 tot en met 16 november zijn stem uitbrengen. De stemmen van het publiek werden gecombineerd met die van een vakjury, waarna de top tien door mocht naar de tweede ronde.

### RTS-selectie
De Franstalige omroep RTS gaf geïnteresseerden van 17 juli tot en met 23 oktober de tijd om hun inzending op te sturen. Een vakjury bepaalde uiteindelijk welke zes artiesten door mochten naar de expert check. Aanvankelijk was ook Perché mi guardi così? van Stéphanie Palazzo geselecteerd voor deelname aan de expert check, maar toen bleek dat haar nummer reeds voor 1 september 2015 was gepubliceerd (hetgeen verboden wordt door de EBU) werd het nummer gediskwalificeerd.

### RSI-selectie
De Italiaanstalige omroep opende de inschrijvingen op 24 juli, en sloot deze weer af op 26 oktober. De kandidaten werden vervolgens beoordeeld door een vakjury bestaande uit Paolo Meneguzzi, Gabriel Broggini en Simone Tomassini. De top drie mocht door naar de volgende ronde.

## Die grosse Entscheidungs Show 2016

### Expert check
De Expert check ging door op 6 december 2015.
| Volgorde | Artiest                                | Lied                      | Omroep |
| -------- | -------------------------------------- | ------------------------- | ------ |
| 1        | Loïc Schumacher                        | Génération demain         | RTS    |
| 2        | Kaceo                                  | Disque d'or               | RTS    |
| 3        | Stéphanie Sandoz                       | Flashback                 | RTS    |
| 4        | Bella C                                | Another world             | RTS    |
| 5        | Gina von Glasow                        | Left with an idiot        | RTS    |
| 6        | Nathalie Cadlini                       | Share love                | RSI    |
| 7        | Theo                                   | Because of you            | RSI    |
| 8        | Elias                                  | Elephant                  | RSI    |
| 9        | Stanley Miller                         | Feel the love             | RSF    |
| 10       | Maika                                  | The reason                | RSF    |
| 11       | Erica Arnold                           | Ich bin ich               | RSF    |
| 12       | Platzhirsch                            | Holz vor dr Hütta         | RSF    |
| 13       | Samuel Tobias Klauser                  | Asking me why             | RSF    |
| 14       | Rykka                                  | The last of our kind      | RSF    |
| 15       | Evelyn Zangger                         | Have a little faith in me | RSF    |
| 16       | Sunanda                                | Ooops                     | RSF    |
| 17       | Vincent Gross                          | Half a smile              | RSF    |
| 18       | Patric Scott feat. Abdullah Alhussainy | No boundaries             | RSF    |

### Finale
De finale vond plaats op 13 februari 2016.
| Plaats | Artiest        | Lied                 |
| ------ | -------------- | -------------------- |
| 1      | Rykka          | The last of our kind |
| 2      | Bella C        | Another world        |
| 3      | Vincent Gross  | Half a smile         |
| 4      | Stanley Miller | Feel the love        |
| 5      | Theo           | Because of you       |
| 6      | Kaceo          | Disque d'or          |

## In Stockholm
Zwitserland trad in Stockholm in de tweede halve finale op donderdag 12 mei 2016 aan. Rykka trad als derde van achttien acts op, net na Michał Szpak uit Polen en gevolgd door Hovi Star uit Israël. Zwitserland werd laatste in de halve finale en wist zich dus niet te plaatsen voor de finale.
1956 · 1957 · 1958 · 1959 · 1960 · 1961 · 1962 · 1963 · 1964 · 1965 · 1966 · 1967 · 1968 · 1969 · 1970 · 1971 · 1972 · 1973 · 1974 · 1975 · 1976 · 1977 · 1978 · 1979 · 1980 · 1981 · 1982 · 1983 · 1984 · 1985 · 1986 · 1987 · 1988 · 1989 · 1990 · 1991 · 1992 · 1993 · 1994 · 1995 · 1996 · 1997 · 1998 · 1999 · 2000 · 2001 · 2002 · 2003 · 2004 · 2005 · 2006 · 2007 · 2008 · 2009 · 2010 · 2011 · 2012 · 2013 · 2014 · 2015 · 2016 · 2017 · 2018 · 2019 · 2020 · 2021 · 2022 · 2023 · 2024 · 2025
Albanië · Armenië · Australië · Azerbeidzjan · België · Bosnië en Herzegovina · Bulgarije · Cyprus · Denemarken · Duitsland · Estland · Finland · Frankrijk · Georgië · Griekenland · Hongarije · Ierland · IJsland · Israël · Italië · Kroatië · Letland · Litouwen · Macedonië · Malta · Moldavië · Montenegro · Nederland · Noorwegen · Oekraïne · Oostenrijk · Polen · Rusland · San Marino · Servië · Slovenië · Spanje · Tsjechië · Verenigd Koninkrijk · Wit-Rusland · Zweden · Zwitserland